# Contea di Mahnomen
La contea di Mahnomen in inglese Mahnomen County è una contea dello Stato del Minnesota, negli Stati Uniti. La popolazione al censimento del 2000 era di 5 190 abitanti. Il capoluogo di contea è Mahnomen